# Joh Bjelke-Petersen
Johannes « Joh » Bjelke-Petersen (13 janvier 1911 - 23 avril 2005) est un homme politique australien né en Nouvelle-Zélande qui a été le 31e premier ministre du Queensland, celui qui a occupé le plus longtemps ce poste et celui qui a vécu le plus longtemps. Il a été en fonction de 1968 à 1987, une période qui a vu un développement économique considérable de l’État. Son conservatisme intransigeant (y compris son rôle dans la chute du gouvernement fédéral Whitlam), sa longévité politique et sa direction d'un gouvernement qui, dans ses dernières années, s'est révélé être institutionnellement corrompu ont fait de lui l'une des plus célèbres figures politiques du XXe siècle en Australie.

## Jeunesse
Bjelke-Petersen est né à Dannevirke dans le sud de la région de Hawke's Bay en Nouvelle-Zélande, et habité à Waipukurau, une petite ville de la Hawke's Bay. Ses parents étaient des immigrants danois, et son père, Carl, un pasteur luthérien. En 1913, la famille a gagné l'Australie, s'installant à Kingaroy dans le sud-est du Queensland et reprenant une ferme d'élevage laitier. 
Il fut atteint par la poliomyélite qui le laissa avec une claudication résiduelle tout au long de la vie. La famille était pauvre et Carl souvent en mauvaise santé. Johannes et sa mère Maren travaillaient sur la ferme. En 1933, Johannes commença à travailler sur la seconde propriété nouvellement acquise par sa  famille au défrichement et à la culture de l'arachide. Ses efforts lui ont finalement permis de commencer à travailler comme débroussailleur et d'acquérir des capitaux supplémentaires qu'il a investi dans l'équipement agricole et l'exploration des ressources naturelles. Il a mis au point une technique de débroussaillage rapide en reliant entre eux deux bulldozers par une chaine lourde. Il obtint une licence de pilote au début de sa vie d'adulte et commença également d'appliquer la pulvérisation aérienne et l'enherbement pour accélérer le développement des pâturages dans le Queensland. Au moment où il est entré au Parlement, il avait bâti une entreprise florissante. 
Sous le parrainage de Charles Adermann et Frank Nicklin, il fut élu député du Queensland du Country party pour la circonscription de Nanango en 1946 (de 1950 à 1987, il fut député de Barambah). Le Parti travailliste australien (ALP) détenait le pouvoir au Queensland depuis 1932 et Bjelke-Petersen passa onze ans dans l'opposition.

## Montée vers le pouvoir
En 1957, à la suite d'une scission dans le parti travailliste, le Country Party dirigé par Nicklin arriva au pouvoir, avec le Parti libéral comme partenaire minoritaire. La même année, Bjelke-Petersen épousa Florence "Flo" Gilmour, qui deviendra plus tard elle-même une figure politique importante. 
Bjelke-Petersen devint ministre des travaux et du logement en 1963. Lorsque Nicklin prit sa retraite en janvier 1968, Jack Pizzey devint le successeur de Nicklin à la fois comme Premier ministre et président du Country Party. Pizzey décéda subitement sept mois après son entrée en fonction. Lors de l'élection à la direction du Country Party, Bjelke-Petersen l'emporta. Il devint premier ministre le 8 août 1968. Dans l'intervalle entre la mort de Pizzey et l'élection de Bjelke-Petersen, le poste de premier ministre fut détenu par le chef des libéraux, Gordon Chalk. À ce moment-là, Bjelke-Petersen n'était pas encore très connu, même par la plupart des habitants du Queensland et encore moins hors de l'État. Même après être devenu premier ministre, Joh continua de jouer un rôle très actif dans sa communauté locale d'enseignement, The Sunday School (« l'école du dimanche »). 
Bjelke-Petersen put en partie rester au pouvoir par un déséquilibre électoral volontaire avec les circonscriptions rurales ayant beaucoup moins de votants que celles des régions urbaines. Ce système avait été initialement institué par le Parti travailliste en 1949. Sous Nicklin, ce biais en faveur des circonscriptions rurales avait été maintenu. En 1972, Joh renforça le système en faveur de son propre parti, ce qui conduisit ses adversaires à parler de Bjelkemander, un jeu de mots basé sur le terme
Gerrymandering, « charcutage électoral ». L'absence d'une Chambre Haute (qui, au Queensland, avait été supprimée en 1922) permettait aux lois d'être adoptées sans la nécessité de négocier avec d'autres partis politiques. 
Avec un parti travailliste faible et divisé de façon chronique dans le Queensland pendant les années 1960 et 1970, Bjelke-Petersen a remporté une série de victoires électorales, souvent autant au détriment de ses partenaires de coalition, les  libéraux, que des travaillistes. En général, le Country Party gagnait les élections avec moins de voix que les travaillistes ou les libéraux mais ces votes étaient répartis dans les électorats de nombreuses zones rurales, offrant au Country Party plus de sièges que les libéraux et les rendant ainsi majoritaires dans la coalition. Ensemble, ils eurent plus de sièges au Parlement que les travaillistes, permettant ainsi à Bjelke-Petersen d'être premier ministre d'un État dans lequel son parti avait obtenu lors d'une élection (1972) seulement 20 % des voix. Cependant à chaque élection où Bjelke-Petersen a gagné, la coalition libéraux et nationaux avait obtenu un nombre de voix plus élevé que le travaillistes. 

## Le Queensland et Bjelke-Petersen

### Relations avec le Cabinet
Bjelke-Petersen a évolué d'un débutant timide à un vieil autocrate qui ne rencontrait pas d'opposition véritable en Conseil des ministres, selon le politologue de l'Université du Queensland, Porter Rae. Premier ministre, il pouvait choisir et révoquer les ministres à son gré. Il n'y avait pas de réunion du Cabinet durant ses dernières années de son gouvernement, les propositions de loi n'allant pas aux différents ministres, le pouvoir étant concentré dans les mains du Premier ministre et de ses conseillers.

### Développement
Bjelke-Petersen a aboli les droits de succession, conduisant à un flux constant de personnes à la retraite venant du sud, des États du Victoria et de Nouvelle-Galles du Sud pour s'installer au Queensland, en particulier sur la Gold Coast. Tous les autres États et territoires australiens ont aboli cet impôt en 1981 pour tenter d'endiguer ce flux de personnes vers le Queensland. L'augmentation rapide de la population dans la Gold Coast, Brisbane et la Sunshine Coast a conduit à un boom de la construction qui a duré trois décennies. 
Le boom du développement a été particulièrement sensible dans la zone touristique de la Gold Coast. Le gouvernement Bjelke-Petersen a travaillé en étroite collaboration avec les promoteurs immobiliers qui ont construit stations balnéaires, hôtels, un casino et un ensemble de résidences. Le barrage de Hinze a également été construit sur la Gold Coast [10]. 
Dans un cas controversé, le gouvernement du Queensland a adopté une loi spéciale, le Sanctuary Cove Act, en 1985, exemptant un ensemble de luxe, Sanctuary Cove, des lois de planification. L'entrepreneur, Mike Gore, était considéré comme un membre clé de la white shoe brigade" (équipe de la chaussure blanche), un groupe d'hommes d'affaires de la Gold Coast qui sont devenus des partisans influents de Bjelke-Petersen. Gore créa la première résidence clôturée du Queensland à Sanctuary Cove. Gore était un partisan déclaré de Joh. Bjelke-Petersen a nié avoir reçu de l'argent de Gore. [14] Une loi similaire a été adoptée pour permettre à la société japonaise, Iwasaki Sangyo, de construire un complexe touristique près de Yeppoon dans le centre du Queensland. Le journal Morning Bulletin a révélé plus tard que le beau-fils de Bjelke-Petersen, Lester Folker, avait été nommé directeur de la filiale australienne de la société de développement. Bjelke-Petersen a nié tout conflit d'intérêts, et il aurait demandé si le journal se plaindrait à chaque fois qu'un de ses enfants achèterait une voiture japonaise et le dénoncerait comme un conflit d'intérêts.
Intérieur de Cloudland Dance développement Hall
De considérables travaux d'infrastructures ont eu lieu pendant l'ère Bjelke-Petersen. Il a été un des principaux promoteurs des barrages de Wivenhoe et Burdekin, encourageant la modernisation et l'électrification du réseau ferroviaire du Queensland, la construction du Gateway Bridge. Des aéroports, des mines de charbon, des centrales électriques et des barrages ont été construits ou mis en service dans tout l'État. L'Université James-Cook a été créée. A Brisbane, ont été construits le centre culturel du Queensland, l'Université Griffith, l'autoroute du Sud-Est, les ponts capitaine Cook, Gateway et Merivale ont toutes été construits, ainsi que l'Annexe parlementaire du Queensland. Bjelke-Petersen a été l'un des instigateurs de l'Expo'88 (maintenant South Bank Parklands) et les Jeux du Commonwealth de Brisbane en 1982.  
Un jury d'enquête constata en 1992 que l'industriel Leslie Thiess « avait, au cours des années 1981 à 1984, soudoyé Bjelke-Petersen sur une grande échelle et à plusieurs reprises », plus précisément, pour obtenir des contrats gouvernementaux comme ceux de Winchester Sud, Expo '88, d'un centre culturel de la  Gold Coast et de trois prisons. 
Malgré les protestations du public, des sites patrimoniaux de Brisbane, tels que l'Hôtel Bellevue ont été démolis. Treize députés libéraux ont soutenu le parti travailliste au Parlement, condamnant la destruction de cet hôtel gouvernemental. L'ancien député libéral, Terry Gygar, décrivit ainsi la scène du matin de la démolition du Bellevue; «Une grande foule s'était rassemblée autour du bâtiment. Il y avait un cordon de police. Ils avaient déployé un réseau de barbelés ... une clôture métallique autour de l'hôtel et puis ce fut l'arrivée de Deen Bros, passant tout droit à travers la foule comme une division blindée. Les gens étaient renversés sur les côtés. La police tirait les gens hors de la route. Les compteurs de stationnement ont été renversés, les panneaux de signalisation ont été tordus sur la route. Cela ressemblait à Stalingrad". Bjelke-Petersen aurait félicité les entrepreneurs, les frères Deen, "pour un travail bien fait". 

## Relations avec les médias
Le gouvernement de Bjelke-Petersen dominait le Parlement, ne permettant pas l'existence de commissions ou des discours impartiaux et a mené des opérations très sophistiquée sur les médias, l'emploi de communiqués de presse tendancieux et à l'heure limite laissaient très peu de chances de recherches. Les journalistes couvrant les conflits du travail et les grèves avaient peur d'être arrêtés. En 1985, l'Association des journalistes australiens se retire du système de laissez-passer de la police à cause du refus de la police d'accréditer certains journalistes. Certains journalistes sont victimes de harcèlement de la police. 
Son approche autoritaire et son talent de manipulateur est devenue visible derrière sa syntaxe enchevêtrée, qui laissait souvent les enquêteurs perplexes. On ne sait pas s'il plaisantait, s'il était confus ou s'il disait ce qu'il pensait vraiment quand il a dit: "La plus belle chose qui puisse arriver à l'état et la nation, c'est de se débarrasser de tous les médias ... alors nous pourrions vivre en paix et tranquillement et personne ne saurait rien. Sa réponse aux questions importunes: « Ne vous inquiétez pas » a été largement parodiée. 
Bjelke-Petersen a répondu à une couverture défavorable des médias en les poursuivant en justice pour diffamation à de nombreuses reprises. L'historien queenslandais, Ross Fitzgerald, a été menacé de diffamation quand il a cherché à publier une histoire critique. 
En 1989, l'autorité australienne sur les communications, a constaté que, en 1986, Bjelke-Petersen faisait chanter Alan Bond, propriétaire de Channel 9, quand celui-ci avait accepté de payer illégalement 400 000 dollars à titre de règlement amiable à un problème de diffamation. 

## Terrorisme
En 1975, une lettre piégée adressée à Bjelke-Petersen a été envoyée à son bureau. La bombe a explosé, blessant deux de ses collaborateurs. 